# Attraction (entreprise)
Pour les articles homonymes, voir Attraction.
Attraction est une entreprise québécoise dans l’industrie des médias et du divertissement. Selon la classification indépendante du journal Les Affaires, elle fait partie du classement des 500 plus importantes sociétés québécoises.
Elle œuvre dans le secteur de la production télévisuelle indépendante. Elle crée du contenu cinématographique et télévisuel, des variétés, des projets numériques, des télé-réalités, des documentaires, des jeux télévisés et des émissions jeunesse. Attraction se spécialise également dans la distribution, la publicité et le numérique. Elle possède plusieurs divisions, appelées « Boutiques », qui lui permettent d’évoluer dans de nombreuses sphères : Production (Divertissement, Documentaire, Fiction, Anglais non-scénarisé), Développement, Post-production, Distribution et Numérique.
Attraction est reconnue localement et internationalement pour ses émissions de télévision comme En direct de l’univers, Paquet Voleur, Les Chefs!, Au secours de Béatrice, Les Parent, ainsi que pour ses longs métrages comme C.R.A.Z.Y, Mafia Inc. ou 14 jours, 12 nuits. Ses productions reçoivent de nombreux prix et distinctions chaque année,.

## Historique
En 2002, Richard Speer fonde Attraction et acquiert la boîte de production Cirrus Communication. En choisissant le nom « Attraction », Richard Speer a comme objectif de « repérer, attirer et catalyser le talent créatif ».
Le modèle d’affaire d’Attraction se distingue rapidement au Québec et s’inspire du keiretsu japonais, soit un regroupement d'entreprises de domaines variés. Richard Speer mise sur la diversification des secteurs. Attraction va rapidement prendre de l'ampleur grâce à l'acquisition de plusieurs entreprises médiatiques. En 2012, la maison-mère fusionne ses différentes unités pour bâtir ses filiales : Attraction Images et Attraction Distribution.
Au début de 2014, Attraction acquiert également LP8 (anciennement La Presse Télé), faisant doubler son chiffre d'affaires dans sa division de production télévisuelle. En 2015, Attraction acquiert les groupes Apollo (Studios Apollo, Apollo Publishing, 1One Production), et Lamajeure.
En 2016, Attraction Media acquiert CMJ Production, et Fan-O-Web, naîtra par la suite Attraction Numérique.
En 2018, Sylvain Chamberland, l’un des actionnaires de l’entreprise, souhaite racheter Attraction Radio, une entité qu’il a fondée au sein de l’entreprise afin de poursuivre le développement de son réseau.
À la suite d'une restructuration, l'entreprise essuie des pertes financières. Plusieurs actionnaires, tels qu'Investissement Québec et Zone 3, décident d’investir aux côtés de Richard Speer afin de permettre à l’entreprise de se recentrer sur la production télévisuelle.
Depuis sa création en 2002, Attraction et ses divisions comptent à son palmarès plus de 3 000 campagnes publicitaires, 5 000 heures de productions télévisuelles, 13 longs métrages et 50 projets numériques.

## Production
Attraction créée et produit du contenu cinématographique et télévisuel, des variétés, des projets numériques, des télé-réalités, des documentaires, des jeux télévisés et des émissions jeunesse. Son catalogue de contenu est l’un des plus importants au Québec avec plus de 5 000 heures d’émissions de télévision et 13 longs métrages.
Son département de production est composé de quatre boutiques distinctes, soit le divertissement, le documentaire, la fiction et le secteur Anglais non-scénarisé depuis les bureaux de l’entreprise à Toronto.

### Divertissement
Le département divertissement d’Attraction est dirigé par Marie-Élaine Nadeau. Les émissions de divertissement d’Attraction sont souvent saluées par la critique et nommées dans les différents galas consacrés aux productions télévisuelles, comme les Prix Gémeaux ou les Prix Artis.
Voici quelques productions d’Attraction :
- Ricardo à ICI Radio-Canada Télé (Magazine culinaire) de 2002 à 2011
- Le match des étoiles à ICI Radio-Canada Télé (Variété) de 2005 à 2008
- Manon tu m’inspires! à Canal Vie (Magazine de décoration) de 2005 à 2007
- La petite séduction à ICI Radio-Canada Télé (Magazine) de 2006 à 2017[21]
- Ricardo & Friends à Food Network (Canada) (Magazine culinaire) de 2006 à 2009
- Paquet voleur et Paquet voleur express à ICI Radio-Canada Télé (Jeu) de 2007 à 2013
- On fait tous du Showbusiness à ICI Radio-Canada Télé (Magazine culturel) de 2008 à 2009
- Le mur à V (Jeu) en 2009
- Dumont 360 à V (Magazine d’actualité) de 2009 à 2010
- MDR à Vrak (Variété jeunesse) de 2011 à 2012
- Price is right : À vous de jouer à V (Jeu) de 2011 à 2012
- Connivence à ICI Radio-Canada Télé (Jeu questionnaire) de 2011 à 2012
- Meilleur avant le 31, bon pareil le 1er à Vrak TV (Variété jeunesse) de 2012 à 2015
- Un air de famille à ICI Radio-Canada Télé (Jeu) de 2012 à 2014
- Alors on jase! à ICI Radio-Canada Télé (Magazine) de 2012 à 2014
- District V à V (Magazine culturel) de 2012 à 2014
- Le choc des générations à ICI Radio-Canada Télé (Jeu) de 2013 à 2014
- Le grand saut à V (Compétition) en 2013
- Format familial à Télé-Québec (Magazine) de 2014 à 2021[22]
- Les dieux de la danse à ICI Radio-Canada Télé (Variété) de 2015 à 2018
- Stéréo Pop à ICI Radio-Canada Télé (Jeu et Variété) en 2015
- Le combat des villes à ICI Radio-Canada Télé (Télé-réalité) en 2016
- Ici on chante à ICI Radio-Canada Télé (Variété) de 2017 à 2018
- Ouvrez les guillemets à ICI Radio-Canada Télé (Jeu) de 2017 à 2020
- Bootcamp : Le parcours extrême à V (Télé-réalité) en 2018
- C’est quoi l’trip? à ICI Tou.tv (webmagazine jeunesse) de 2019 à 2020
- À tour de rôle à TVA (Variété) de 2020 à 2021
- Peur de rien à Z (Magazine) en 2021
- En direct de l’univers à ICI Radio-Canada Télé (Variété) depuis 2009

- Les Chefs! à ICI Radio-Canada Télé (Compétition culinaire) depuis 2010
- L'amour est dans le pré à Noovo (Télé-réalité) depuis 2012
- Dans l'œil du dragon à ICI Radio-Canada Télé (Télé-réalité) depuis 2012
- Deux hommes en or et Rosalie à Télé-Québec (Magazine) depuis 2013
- Un chef à la cabane à Télé-Québec (Magazine culinaire) depuis 2013
- Silence, on joue à ICI Radio-Canada Télé (Jeu) depuis 2015
- La soirée Mammouth (en co-production avec Pamplemousse Média) à Télé-Québec (Variété jeunesse) depuis 2017
- Tenir salon à TV5 (Magazine) depuis 2020
- La famille est dans le pré à Canal Vie et Noovo (Télé-réalité) depuis 2020
- Sans rancune à TVA (Variété) depuis 2021
- Elle à dit oui à Elle Fictions (Magazine) depuis 2021
- En ligne à Télé-Québec (Magazine) depuis 2022
- Lol : Qui rira le dernier?, la version québécoise de LOL: Last One Laughing à Prime Video (Variété et jeu) en 2022[23]
- Cœur de trucker à Unis (Télé-réalité) dès 2023

Au fil des années, Attraction a également produit plusieurs galas dont Célébration, les Jutra ou encore Karv, l’anti.gala.

### Documentaire
Le département documentaire d’Attraction est dirigé par Marie-Christine Pouliot. L’entreprise a produit près d’une centaine de documentaires et séries-documentaires autant pour le Québec, le Canada que pour l’international.
Voici quelques documentaires produits par Attraction :
- La guerre des sexes à ICI Radio-Canada Télé et CBC, en 2005
- Urbania: Montréal en 12 lieux à TV5, en 2007
- 24CH à Canal D, RDS, RDS2, CTV et TSN, de 2013 à 2017
- Truck non-stop à Historia, de 2015 à 2017
- L’amour au temps du numérique à Télé-Québec, en 2015
- Pinel: Au cœur de la maladie mentale à Z, en 2018
- L’unité des naissances à Canal Vie, de 2018 à 2019
- Une garderie pour tous à Canal Vie, en 2019
- Véronic DiCaire : Autrement à ICI Radio-Canada Télé, en 2019
- Rire sans tabous à Z, depuis 2019
- Où es-tu? avec Marie-Claude Barrette à TVA et Moi et cie, depuis 2020
- Léo-Paul Dion : Les confessions d’un tueur à Investigation, en 2020
- Sur les traces d’un tueur en série à Canal D, depuis 2020
- La vie après la DPJ à Canal Vie, en 2021
- Génération COVID avec Ludivine Reding à Noovo, en 2021
- Touche pas à ma culture? par Nathalie Petrowski à Télé-Québec, en 2021
- L’ordre du temple solaire à illico, en 2022
- L’escroc : L’affaire Norbourg à Vrai, en 2022
- Projet innocence Québec à Moi et Cie, en 2022
- Crime scene confidential à Investigation Discovery, en 2022
- Underground Railroad: The Secret History à Discovery Channel, en 2022

### Fiction
La vice-présidence du volet fiction d’Attraction est assurée par Antonello Cozzolino. Ian Whitehead quant-à-lui agit à titre de Vice-président, Contenu anglophone scripté.
Attraction produit des fictions destinées à la télévision, comme des longs métrages reconnus à travers la planète,,.
Quelques exemples de fictions télé et longs métrages ayant été produits par Attraction :
- Les filles de Caleb à ICI Radio-Canada Télé (Série télévisée), en 1990
- La vie, la vie à ICI Radio-Canada Télé (Série télévisée), de 1999 à 2001
- Asbestos à ICI Radio-Canada Télé (Série télévisée), en 2002
- La vie rêvée de Mario Jean à ICI Radio-Canada Télé (Série télévisée), en 2004
- Tout sur moi à ICI Radio-Canada Télé et TV5 (Série télévisée), de 2006 à 2011
- Bob Gratton, Ma vie, My life à TQS (Série télévisée), de 2007 à 2009
- La Galère à ICI Radio-Canada Télévision (Série télévisée), de 2008 à 2013
- Les Parent à ICI Radio-Canada Télé, Antena 3, MEGA, Channel 10, TVP, CTC, Canal+ et Gulli (Série télévisée), de 2008 à 2016
- Au secours de Béatrice à TVA (Série télévisée), de 2014 à 2018
- Jonathan Strange & Mr. Norrel à BBC One (Série télévisée), en 2015
- Ça décolle! à V (Série télévisée), en 2016
- Séquelles à Série + (Série télévisée), en 2016
- Fourchette à ICI Tou.tv (Websérie), de 2019 à 2021
- Passe-Partout à Télé-Québec (Série jeunesse), depuis 2019
- Avec moi à ICI Tou.tv (Websérie), depuis 2019
- Love & Lajoie à TFO (Série jeunesse), depuis 2022

- C.R.A.Z.Y. par Jean-Marc Vallée (long métrage), en 2005
- Nitro par Alain DesRochers (long métrage), en 2007
- Nitro Rush par Alain DesRochers (long métrage), en 2016
- 14 jours, 12 nuits par Jean-Philippe Duval (long métrage), en 2019
- Mon cirque à moi par Miryam Bouchard (long métrage), en 2020
- Mafia Inc. par Podz (long métrage), en 2020
- L'Arracheuse de temps de Fred Pellerin (long métrage), en 2021
- Coco ferme de Sébastien Gagné (long métrage) en 2023
- Mlle Bottine de Yan Lanouette Turgeon (long métrage) en 2024
- Ma belle-mère est une sorcière de Joëlle Desjardins Paquette (en) (long métrage) en 2025

## Développement
Le département de développement d’Attraction est dirigé par Julie Normandin.

## Post-Production
Attraction possède également une division de post-production au sein de l’entreprise. Celle-ci est dirigée par Pierre Richard, qui agit à titre de Directeur général, et Geneviève Hébert, en tant que Directrice postproduction et équipements.

## Distribution
Une autre force d’Attraction est sa capacité à distribuer ses productions à l’international. Attraction s’occupe de la distribution depuis 2003 sous le nom de Delphis Films mais c’est en 2012 que naît Attraction Distribution. Le département de distribution est présidé par Xiaojuan Zhou et se spécialise dans le cofinancement, la promotion et la représentation internationale des productions de l’entreprise.
En 2010, Attraction a vendu l’émission Les Parent, avec Anne Dorval et Joey Scarpellino, dans pas moins de 9 pays, dont la France, la Russie, l’Espagne ou encore la Grèce.
Attraction Distribution gère également les ventes internationales du film C.R.A.Z.Y. de Jean-Marc Vallée. À la suite d’une restauration et de la libération des droits musicaux, le long métrage a pu être vendu dans plusieurs pays. C.R.A.Z.Y. sera ainsi disponible au Japon dès juillet 2022, aux États-Unis sur la plateforme HBO Max, en France où il ressortira en salles, en Espagne, au Danemark, à Taiwan et en Estonie.

## Numérique
En décembre 2016, Attraction Web annonce le développement de son réseau à la suite d’une entente d’achat de Fan-O-Web. La volonté d’Attraction est de prendre un virage numérique en se basant sur la force de frappe de Fan-O-Web, qui à l'époque regroupe cinq millions de visiteurs uniques par mois, une vingtaine de marques à son actif et une cinquantaine de pages Facebook.
Au fil des années, Attraction Web devient Attraction numérique et entreprend un virage afin de se différencier du contenu accrocheur et piège à clics de Fan-O-Web. Le but de ce positionnement éditorial était de « conserver tout le savoir-faire de l’entreprise [Fan-O-Web] en matière de rayonnement des marques et de la compréhension des algorithmes de nos réseaux sociaux, mais en nous éloignant du journalisme à sensation qui lui avait donné mauvaise presse jadis », explique Remi Aboussouan, Directeur général, Numérique et communications, qui dirige Attraction Numérique.
Depuis le rachat de Fan-O-Web, le réseau d’Attraction Numérique s’est grandement développé avec une quinzaine de sites internet (dont Monde de Stars, Ayoye, Les Maisons, Mon Fric…), plus de 70 pages Facebook, 15 millions d’abonnés et plus de 900 millions d’impressions mensuelles.

## Publicité
Attraction offre un service de création publicitaire. En juin 2020, à la suite de la pandémie de Covid-19, l’entreprise décide de se réinventer et de regrouper ses unités Morrison et Film Truck sous le nom d’Attraction Publicité.
Attraction réalise plusieurs campagnes publicitaires pour La Banque Nationale, Coca-Cola, Hyundai,Rogers, RE/MAX, BonLook, Air Canada, Nivea, Métro mon épicier ou encore McDonald’s.

## Partenaires
Attraction possède plusieurs maisons de production partenaires avec lesquelles elle travaille en étroite collaboration. L’élaboration de maisons de production partenaires permet ainsi à ces jeunes entreprises de bénéficier d’une infrastructure complète. Les entreprises partenaires bénéficient du support d’Attraction en mettant à leur disposition le service juridique, ou encore le service de paie.
En 2015, Attraction, Julie O'Bomsawin et Jean-François Proteau annoncent la création de Kassiwi Média, une société de production médiatique autochtone qui souhaite faire rayonner les valeurs autochtones et créer des ponts entre les cultures. Kassiwi Média est l’une des rares sociétés de production autochtones qui produit en français et en langues autochtones en communautés et en milieu urbain afin d’être représentative de la diversité des peuples autochtones.
C’est également le cas d'ALSO Productions, fondée par Sophie Lorain et Alexis Durand-Brault qui est à l’origine de Portrait robot, Un lien familial et Sortez-moi de moi.
En juillet 2021, Patrick Huard et Anik Jean annoncent leur association avec Attraction et Antonello Cozzolino pour créer leur maison de production : PaNik Fiction. La nouvelle boîte de production télé et cinéma compte faire sa marque avec du contenu ambitieux et de qualité, destiné au marché québécois et international. Deux productions à grand déploiement sont également annoncées au même moment. Mercenaire, une série inspirée de la vie du pilote Raymond Boulanger, dans laquelle Patrick Huard joue le personnage principal, et La Source, série inspirée de la vie de l’ex-enquêteur devenu informateur pour les motards, Benoit Roberge.

## Récompenses
Voici quelques récompenses remportées par les productions d’Attraction :
- Meilleure téléréalité pour Les Chefs! aux Prix Gémeaux 2011, 2012, 2013, 2014, 2015, 2018, 2019, 2021
- Prix du public pour En direct de l’univers aux Prix Gémeaux 2021
- Meilleure série de variété pour En direct de l’univers aux Prix Gémeaux 2013, 2017, 2018, 2021
- Meilleure spéciale de variété pour En direct de l’univers aux Prix Gémeaux 2017, 2019, 2020, 2021
- Audience choice - World cinema fiction feature pour 14 jours, 12 nuits au Festival international des films de Minneapolis St. Paul en 2021
- Prix Numix : Production ludo-éducative - Jeunesse et Famille (-12 ans) à Passe-Partout en 2021
- Meilleure téléréalité pour L’amour est dans le pré aux Prix Gémeaux 2020
- Meilleure émission ou série jeunesse: divertissement pour la Soirée Mammouth 2019 aux Prix Gémeaux 2020
- Prix Gémeaux Immortels pour Les Chefs! pour la Meilleure téléréalité
- Prix Gémaux Immortels pour Les Parent pour la Meilleure comédie